# Bury Hill (Hampshire)

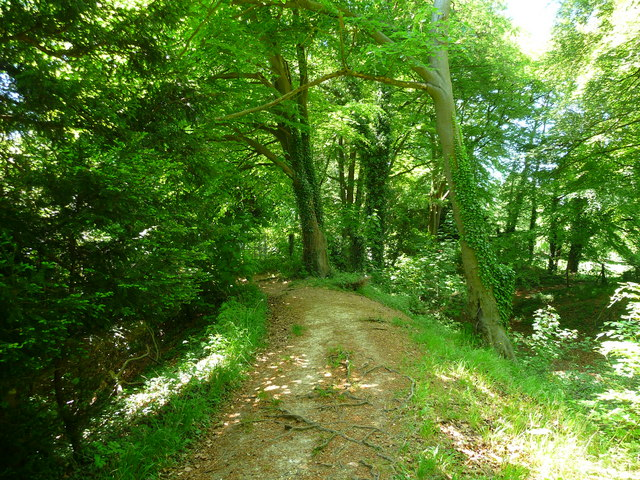
Bury Hill

Bury Hill (auch Bury Hill Camp genannt) ist ein großes, nahezu rundes Hillfort aus der Eisenzeit. Es liegt bei Anna Valley etwa 2,4 km südwestlich von Andover, in Hampshire in England. Es ist nicht zu verwechseln mit: Bury Hill Camp (Purton), Bury Hill Camp (Winterbourne) und Bury Hill (Oxfordshire).
Der Bau des Hillforts erfolgte in zwei Stufen. Zuerst entstanden ein niedriger Wall und ein Graben, die etwa 9,8 ha umschlossen. Sie lagen nördlich und westlich des späteren, stärkeren Doppelwall- und Grabenwerkes, das nur noch 4,75 ha groß war und zum Teil über dem frühen Erdwerk liegt. Ausgrabungen haben gezeigt, dass der ältere Graben etwa 3,5 m tief war mit einem flachen Boden von etwa 0,75 m Breite unten und 6,1 m Breite am oberen Ende. Die bewaldeten Wälle und der Graben sind in gutem Zustand. Ein Fußweg auf dem inneren Wall umgibt die Hügelfestung. Das Zentrum ist für die Öffentlichkeit unzugänglich.
Die Anlage wurde 1939 und 1990 teilweise ausgegraben, und 1990 und 1997 wurden geophysikalische Untersuchungen durchgeführt. Diese deuteten darauf hin, dass Siedlungsreste im Inneren des Hillforts erhalten blieben. Dazu gehören Wege, die das Innere durchquerten, mehrere große Gruben, Tierbestattungen und ein Wagengrab. Man geht davon aus, dass das erste Gehege zwischen dem 5. und 3. Jahrhundert v. Chr. datiert und das spätere zwischen dem 2. und 1. Jahrhundert v. Chr. Die Stätte wurde bis in die Römerzeit genutzt und soll 1016 von Knut dem Großen als Feldlager genutzt worden sein, als er gegen Edmund Ironside kämpfte.